# Zeměpisný pól

Animace rotace zeměkoule

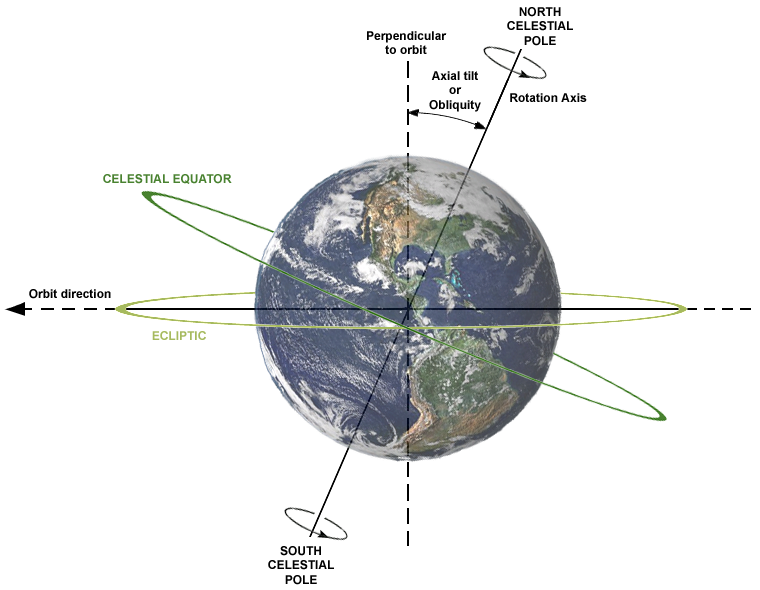
Sklon rotace zeměkoule vzhledem orbitálním souřadnicím

Zeměpisný pól, také geografický pól, je jeden ze dvou bodů na povrchu rotující planety nebo jiného rotujícího tělesa, kudy prochází pomyslná osa rotace. Poloha geografického pólu se může z důvodů nepravidelnosti otáčení planety v čase mírně měnit. Pozice zemských pólů se cyklicky mění v rozsahu několika metrů. Tento pohyb nelze zaměňovat s precesí.
Na Zemi existují dva póly: severní a jižní. Kartografie vyžaduje přesné a neměnné souřadnice. Proto je kartografický pól stanoven jako pevný bod, bez ohledu na momentální polohu geografického pólu. Kartografický pól je místo, ve kterém se protínají všechny poledníky.
Vedle geografického a kartografického pólu existuje také severní a jižní magnetický pól.